# Lahden Reipas (hokej na lodzie)
Lahden Reipas (w skrócie Reipas) – fiński klub hokeja na lodzie z siedzibą w Lahti.

## Nazwy
- Viipurin Reipas (1891–1950)
- Lahden Reipas (1950–1975)
- Kiekko-Reipas (1975–1989)
- Hockey-Reipas (1989–1992)
- Reipas Lahti (1992–1996)
- Pelicans (1996–)[1]

## Sukcesy
- Puchar Finlandii: 1966

## Zawodnicy
W klubie występował m.in. Erkki Laine.